# Trogulus graecus
Trogulus graecus is een hooiwagen uit de familie kaphooiwagens (Trogulidae).